# Karen Putzer
Karen Putzer (Bolzano, 29 settembre 1978) è un'ex sciatrice alpina italiana.

## Biografia

### Carriera sciistica

#### Stagioni 1995-1997
Originaria di Nova Levante, fece parte del Gruppo Sportivo Fiamme Oro della Polizia di Stato. Debuttò nel Circo bianco disputando, il 15 dicembre 1994 a Gressoney-La-Trinité, uno slalom gigante valido per la Coppa Europa, chiudendo all'8º posto. In Coppa del Mondo esordì il 23 gennaio 1995 nello slalom gigante di Cortina d'Ampezzo, senza qualificarsi per la seconda manche.
Ai Mondiali juniores di Hoch-Ybrig 1996 vinse la medaglia d'oro nello slalom gigante, mentre nella successiva rassegna iridata giovanile di Schladming 1997 si aggiudicò il titolo nel supergigante, nello slalom gigante e nella combinata. Sempre nel 1997 esordì anche ai Campionati mondiali: nella rassegna iridata di Sestriere tuttavia non concluse la prima manche dello slalom gigante.

#### Stagioni 1998-2002
Il 23 gennaio 1998, esattamente tre anni dopo il suo esordio e nella medesima località ampezzana, ottenne il primo podio in Coppa del Mondo arrivando 3ª in supergigante. Nel mese successivo prese parte ai XVIII Giochi olimpici invernali di Nagano 1998, classificandosi 28ª nel supergigante e 23ª nello slalom gigante.
Ai Mondiali di Vail/Beaver Creek 1999 fu 25ª nel supergigante e 21ª nello slalom gigante; all'inizio della stagione successiva colse la prima vittoria in Coppa del Mondo, il 19 dicembre 1999 nel supergigante di Sankt Moritz. Ai Mondiali del 2001, svoltisi a Sankt Anton am Arlberg, conquistò la medaglia d'argento nello slalom gigante, la medaglia di bronzo nella combinata e si classificò 14ª nel supergigante. L'anno seguente, ai XIX Giochi olimpici invernali di Salt Lake City 2002, ottenne la medaglia di bronzo nel supergigante vinto dalla compagna di squadra Daniela Ceccarelli, mentre nello slalom gigante fu 10ª.

#### Stagioni 2003-2006
La sua miglior stagione di Coppa del Mondo fu quella 2002-2003: vinse cinque gare (tre slalom giganti e due supergiganti), giungendo 2ª – con 470 punti in meno della croata Janica Kostelić – nella classifica generale (prima italiana a salire sul podio della graduatoria generale), 3ª in quella di supergigante e 2ª in quella di gigante, vinta dalla svedese Anja Pärson per un solo punto. Invece ai Mondiali di Sankt Moritz fu 20ª nella discesa libera, 24ª nel supergigante e 6ª nello slalom gigante.
Dopo quella stagione un problema fisic0 la costrinse a gareggiare con discontinuità e le impedí di ripetere i brillanti risultati ottenuti in precedenza; prese comunque parte ai Mondiali di Bormio/Santa Caterina Valfurva 2005 (14ª nel supergigante, 6ª nello slalom gigante) e ai XX Giochi olimpici invernali di Torino 2006 (14ª nello slalom gigante), gli ultimi Giochi olimpici invernali della sua carriera.

#### Stagioni 2007-2009
Solo nel gennaio 2007, al rientro dopo un'operazione all'anca, ritornò alla vittoria nello slalom gigante di Coppa del Mondo disputato sull'Olimpia delle Tofane di Cortina d'Ampezzo; fu il suo ultimo successo nel circuito. Ai successivi Mondiali di Åre si classificò 24ª nello slalom gigante.
Prese ancora parte a una rassegna iridata, Val-d'Isére 2009 (20ª nello slalom gigante) e gareggiò per l'ultima volta in Coppa del Mondo in occasione dello slalom gigante di Åre del 14 marzo 2009, chiuso al 21º posto. Da allora, sebbene non abbia mai annunciato ufficialmente il proprio ritiro dalle competizioni, non ha più partecipato a gare internazionali; la sua ultima gara rimase così lo slalom gigante dei Campionati svizzeri 2009, disputato il 22 marzo a Sankt Moritz e non completato dalla Putzer.

### Altre attività
Nel 2010 collaborò come commentatrice tecnica con la rete televisiva italiana Sky Sport durante i XXI Giochi olimpici invernali di Vancouver 2010. Ha inoltre collaborato con RSI, Corriere della Sera e Montebianco. Dal 2016 è stata anche commentatrice tecnica di alcune gare di sci alpino per conto di Eurosport Italia.
È giornalista pubblicista dal 19 aprile 2012 e nel 2014 ha vinto il premio universitario "Euregio Giovani ricercatori" per una ricerca sulla responsabilità degli sciatori in caso di distacco di una valanga. Sul medesimo argomento ha redatto la propria tesi di laurea in giurisprudenza, che ha discusso presso l'Università di Trento il 16 marzo 2015, ottenendo il diploma con una votazione di 105/110.

## Bilancio della carriera
Atleta polivalente, capace di esprimersi ad alto livello in tutte le discipline dello sci alpino pur prediligendo supergigante e slalom gigante, con 8 successi è una delle sciatrici italiane più vincenti della storia della Coppa del Mondo. Ad essi si aggiungono una medaglia olimpica e due mondiali, oltre a vari altri risultati di prestigio nei circuiti di gara internazionali. È inoltre la prima sciatrice italiana ad essere riuscita a salire sul podio nella classifica generale di Coppa del Mondo (ove si piazzò seconda nell'edizione del 2003).

## Palmarès

### Olimpiadi
- 1 medaglia:
  - 1 bronzo (supergigante a Salt Lake City 2002)

### Mondiali
- 2 medaglie:
  - 1 argento (slalom gigante a Sankt Anton am Arlberg 2001)
  - 1 bronzo (combinata a Sankt Anton am Arlberg 2001)

### Mondiali juniores
- 4 medaglie:
  - 4 ori (slalom gigante a Hoch-Ybrig 1996; supergigante, slalom gigante, combinata a Schladming 1997)

### Coppa del Mondo
- Miglior piazzamento in classifica generale: 2ª nel 2003
- 16 podi (5 in supergigante, 11 in slalom gigante):
  - 8 vittorie (4 in supergigante, 4 in slalom gigante)
  - 5 secondi posti (in slalom gigante)
  - 3 terzi posti (1 in supergigante, 2 in slalom gigante)

#### Coppa del Mondo - vittorie
| Data             | Località          | Paese    | Specialità |
| ---------------- | ----------------- | -------- | ---------- |
| 19 dicembre 1999 | Sankt Moritz      | Svizzera | SG         |
| 22 dicembre 2001 | Sankt Moritz      | Svizzera | SG         |
| 8 dicembre 2002  | Lake Louise       | Canada   | SG         |
| 12 dicembre 2002 | Val-d'Isère       | Francia  | GS         |
| 28 dicembre 2002 | Semmering         | Austria  | GS         |
| 13 marzo 2003    | Lillehammer       | Norvegia | SG         |
| 16 marzo 2003    | Lillehammer       | Norvegia | GS         |
| 21 gennaio 2007  | Cortina d'Ampezzo | Italia   | GS         |

Legenda:

SG = supergigante

GS = slalom gigante

### Coppa Europa
- Miglior piazzamento in classifica generale: 43ª nel 1999
- 6 podi:
  - 2 vittorie
  - 1 secondo posto
  - 3 terzi posti

#### Coppa Europa - vittorie
| Data             | Località | Paese      | Specialità |
| ---------------- | -------- | ---------- | ---------- |
| 20 gennaio 1996  | Plejsy   | Slovacchia | GS         |
| 16 dicembre 1998 | Megève   | Francia    | SG         |

Legenda:

SG = supergigante

GS = slalom gigante

### South American Cup
- Miglior piazzamento in classifica generale: 7ª nel 2003
- 4 podi:
  - 1 vittoria
  - 3 secondi posti

#### South American Cup - vittorie
| Data             | Località  | Paese     | Specialità |
| ---------------- | --------- | --------- | ---------- |
| 5 settembre 2001 | Las Leñas | Argentina | SG         |

Legenda:

SG = supergigante

### Campionati italiani
- 8 medaglie[7]:
  - 6 ori (slalom gigante nel 1995; slalom gigante nel 1998; slalom gigante, combinata nel 1999; slalom gigante nel 2003; slalom gigante nel 2005)
  - 1 argento (supergigante nel 2001)
  - 1 bronzo (slalom gigante nel 2002)